# Ranunculus geranioides
Ranunculus geranioides är en ranunkelväxtart som beskrevs av Carl Sigismund Kunth. Ranunculus geranioides ingår i släktet ranunkler, och familjen ranunkelväxter. Inga underarter finns listade i Catalogue of Life.